# Peristedion halyi
Peristedion halyi és una espècie de peix pertanyent a la família dels peristèdids.